# St. Johannes der Täufer (Petting)

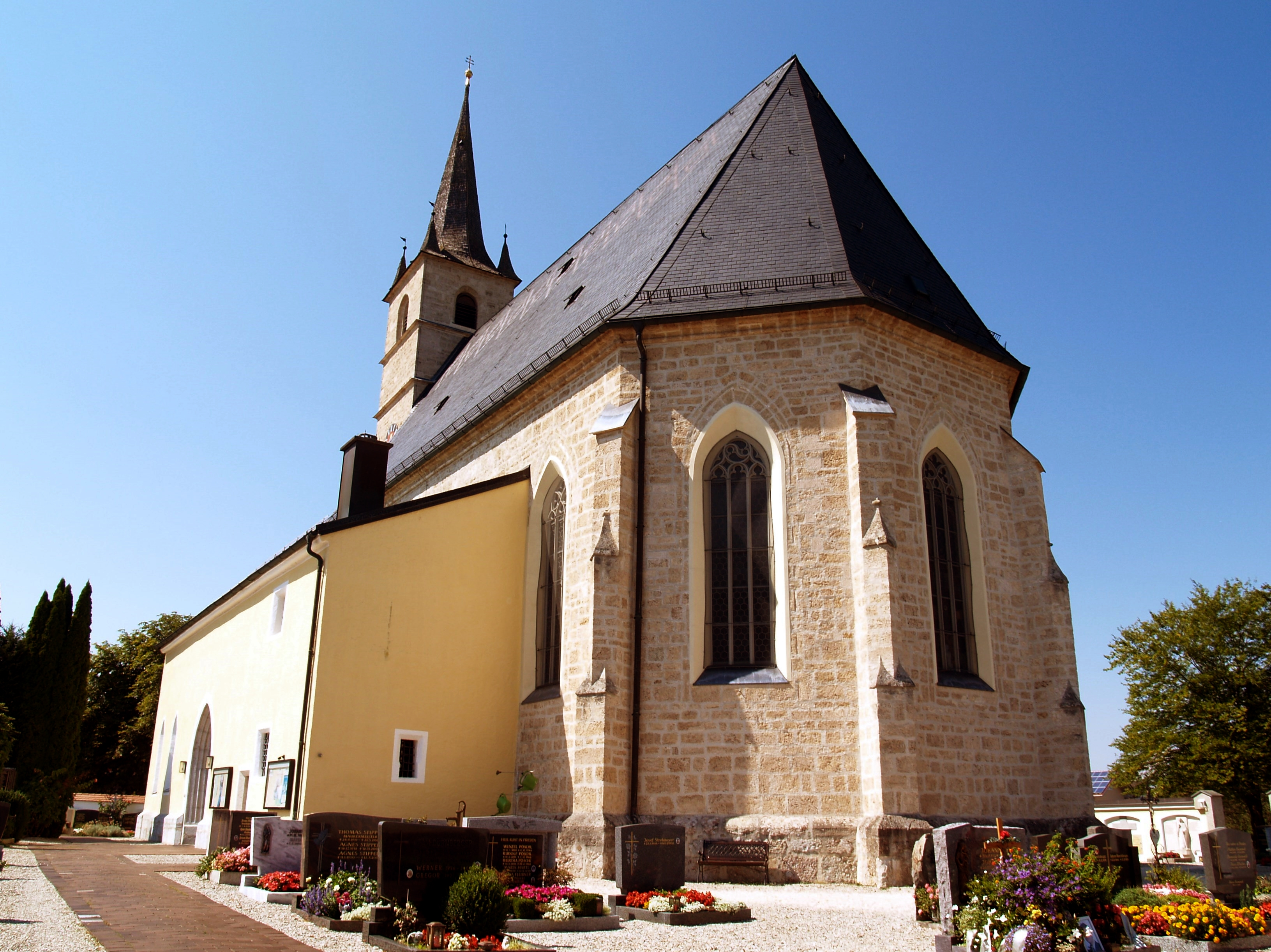
St. Johannes der Täufer in Petting

Die römisch-katholische Pfarrkirche St. Johannes der Täufer (auch: St. Johann Baptist) ist eine gotische Saalkirche in der Gemeinde Petting im oberbayerischen Landkreis Traunstein. Sie gehört mit ihrer Filialkirche Mariä Himmelfahrt im Ortsteil Kirchhof zum Pfarrverband St. Michael Kirchanschöring im Dekanat Traunstein im Erzbistum München und Freising.

## Geschichte und Architektur

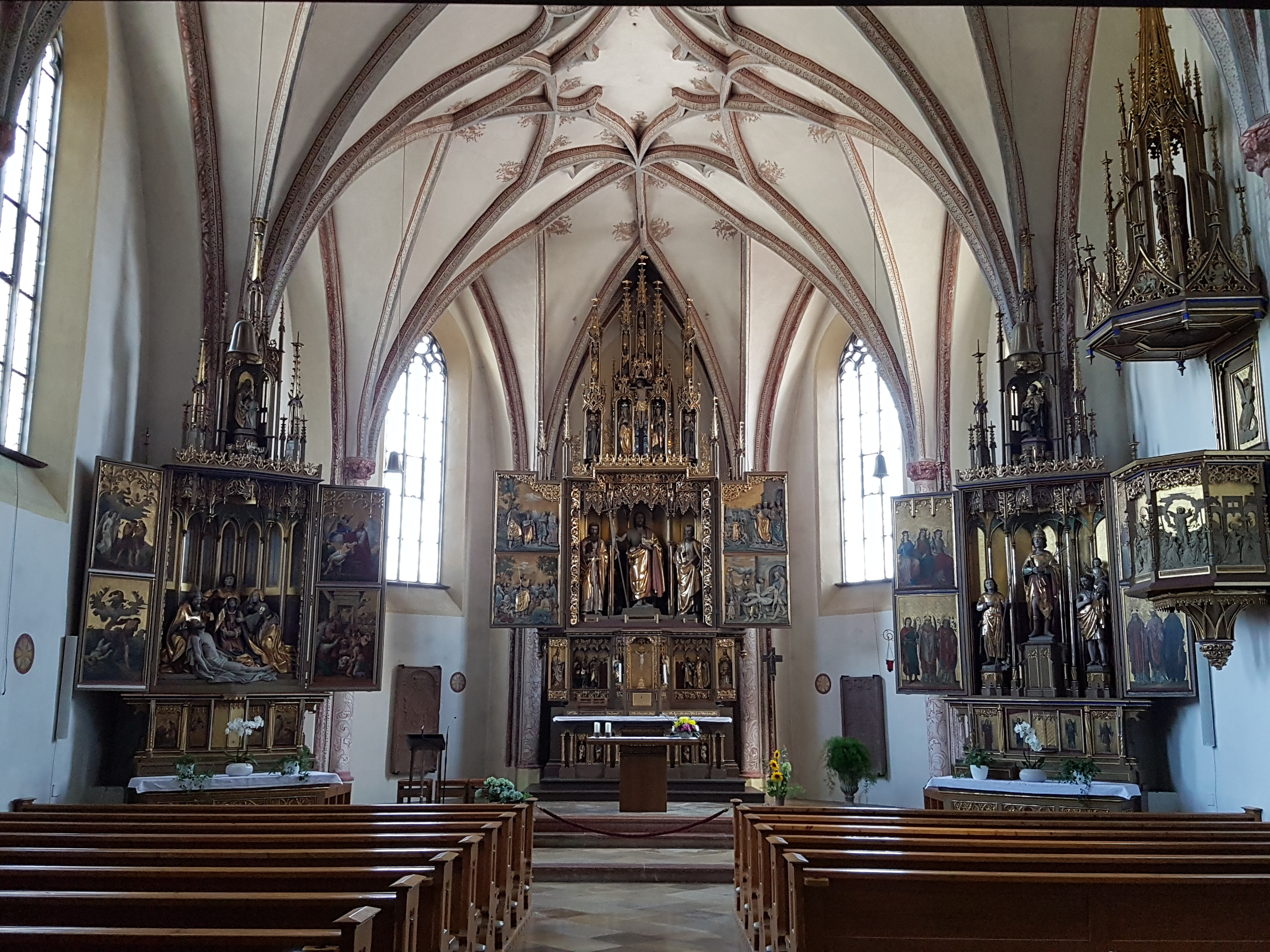
Innenansicht

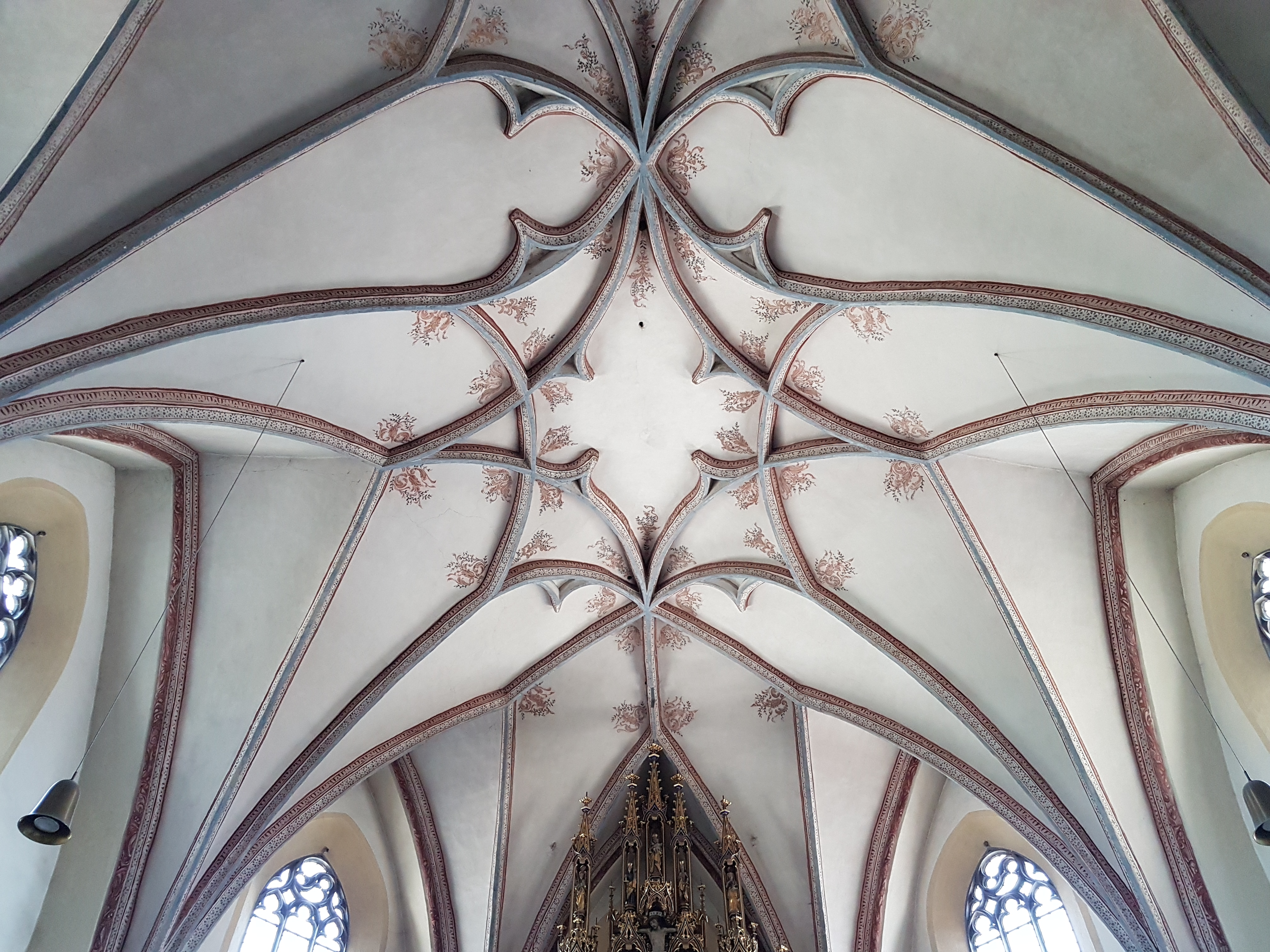
Chorgewölbe

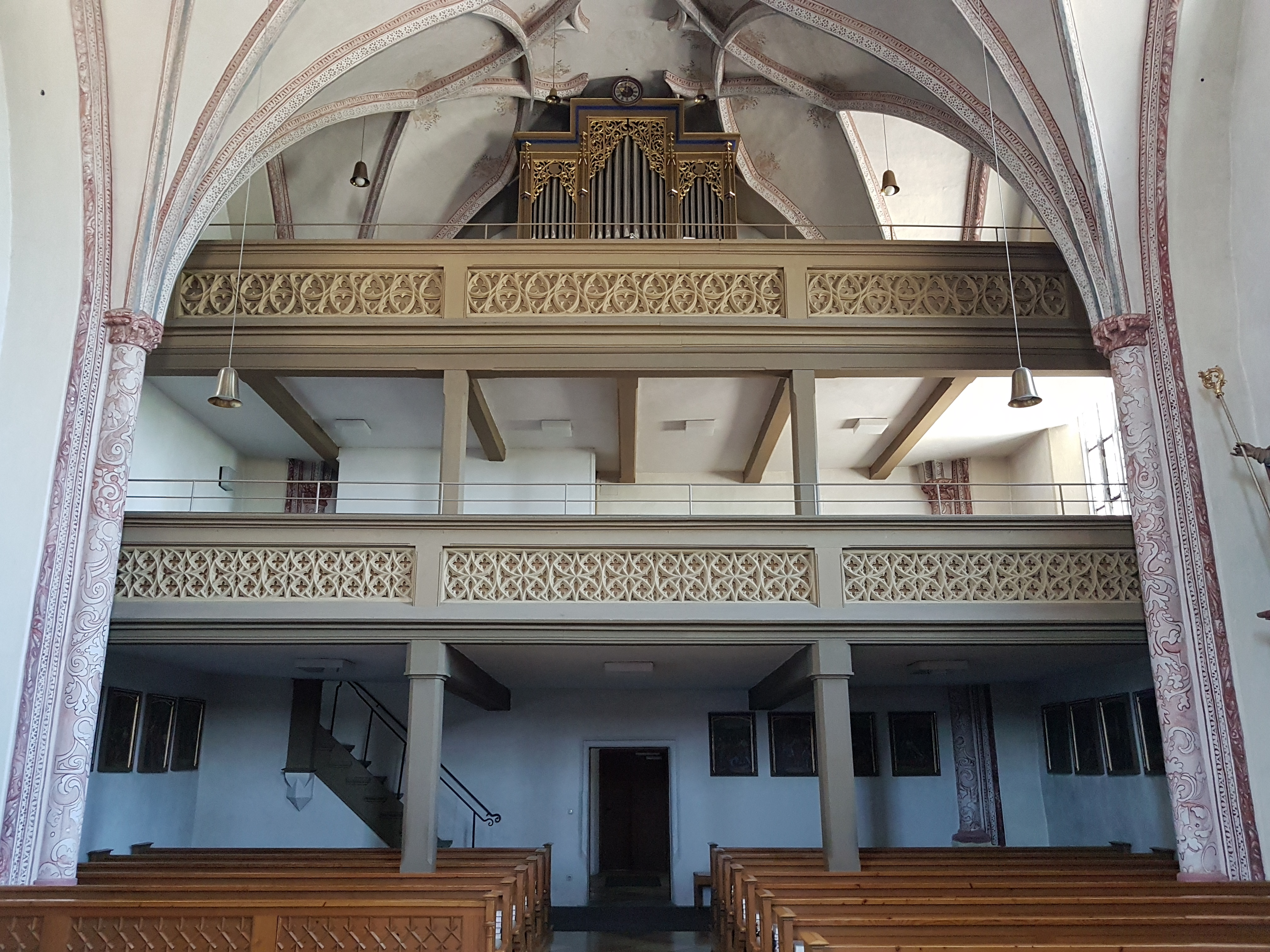
Innenansicht nach Westen

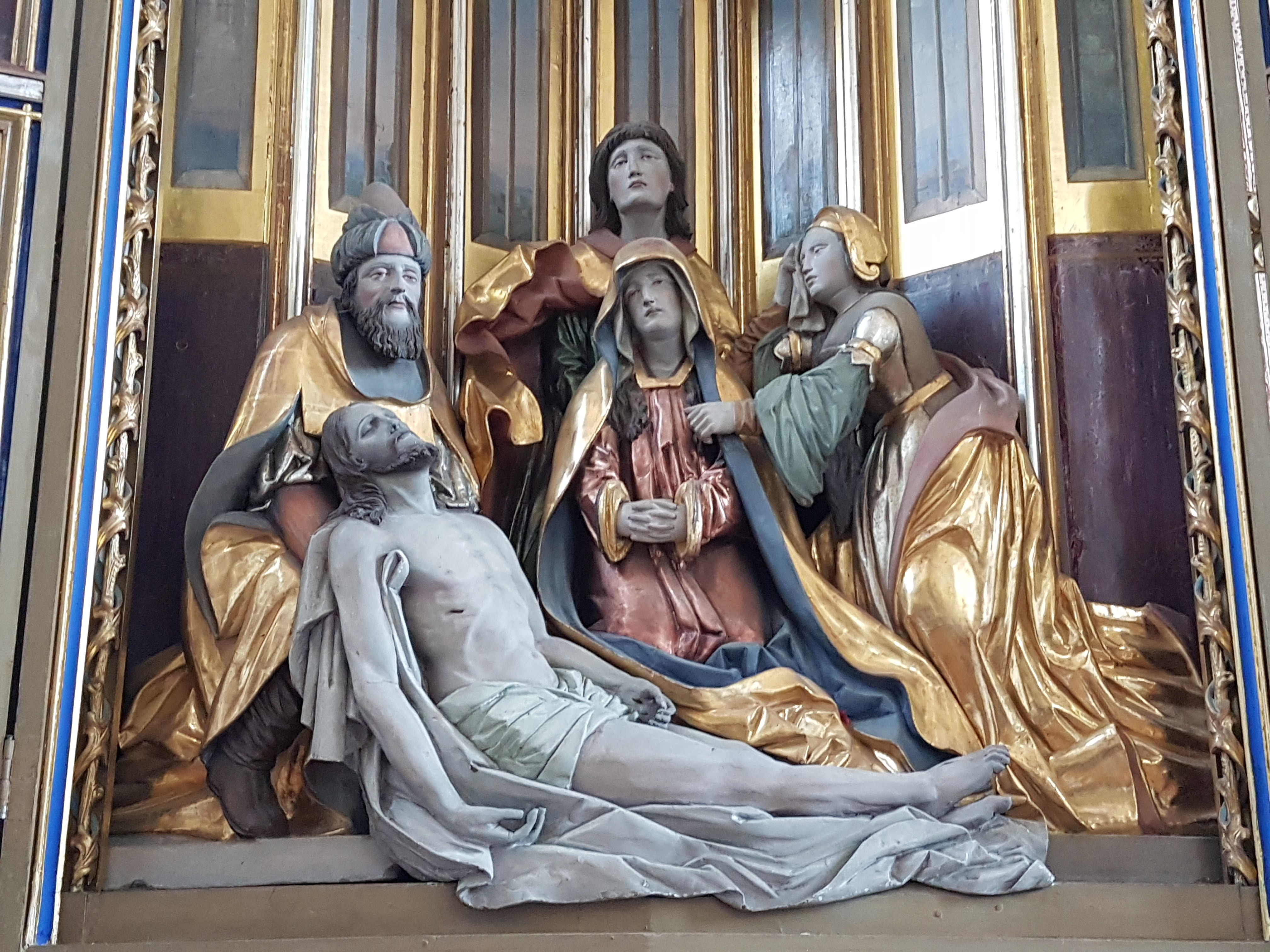
Grablegung aus dem linken Seitenaltar

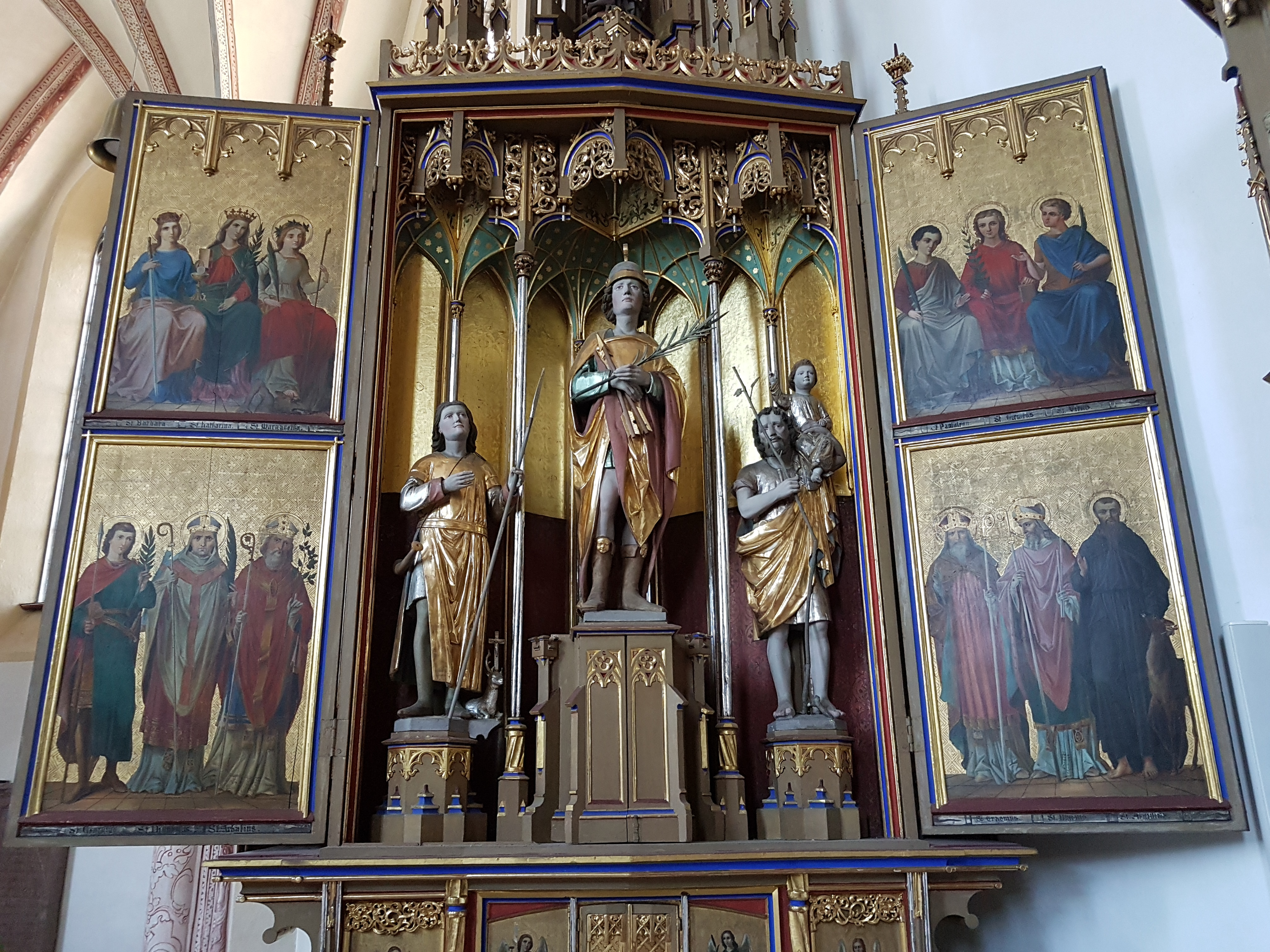
Schrein des rechten Seitenaltars

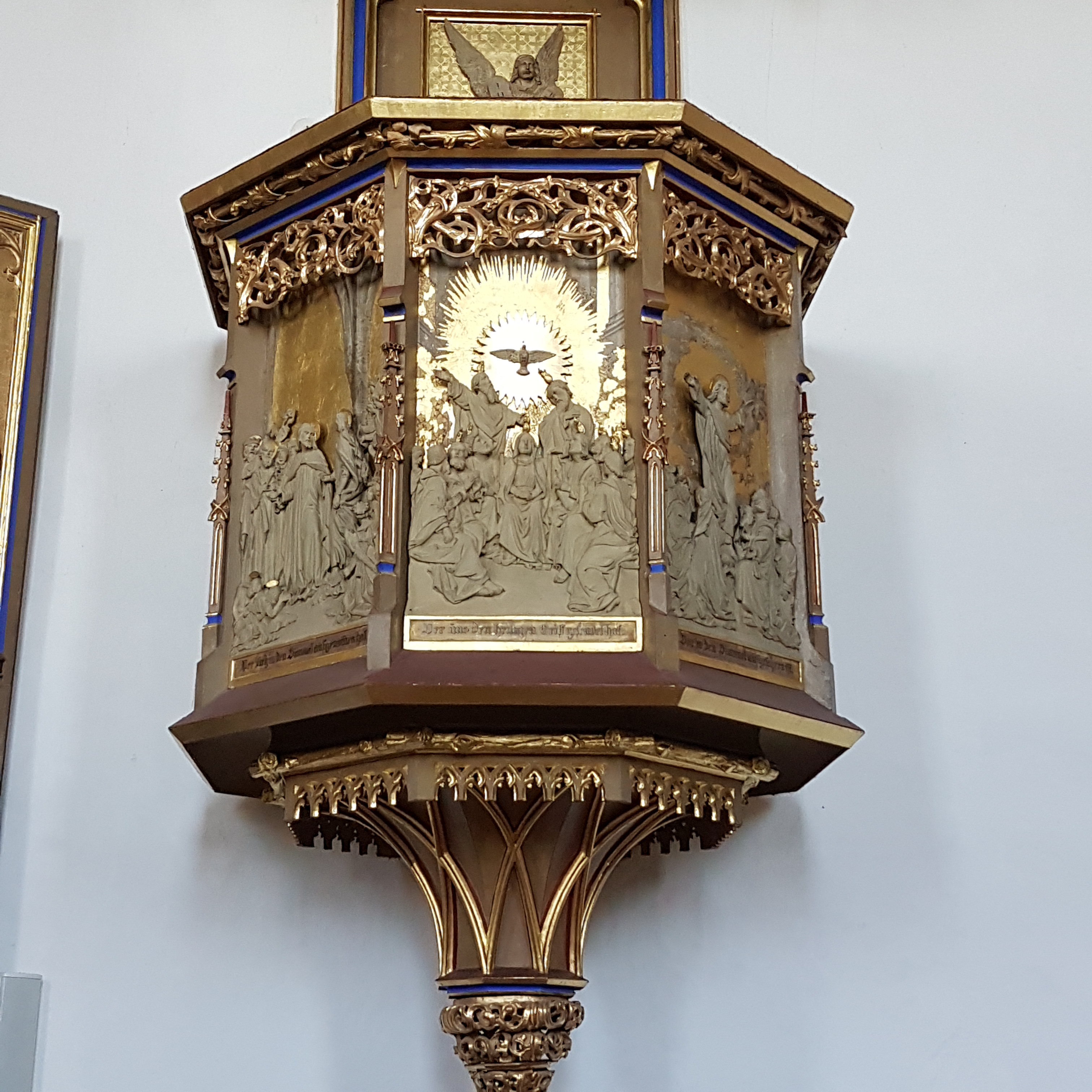
Kanzelkorb

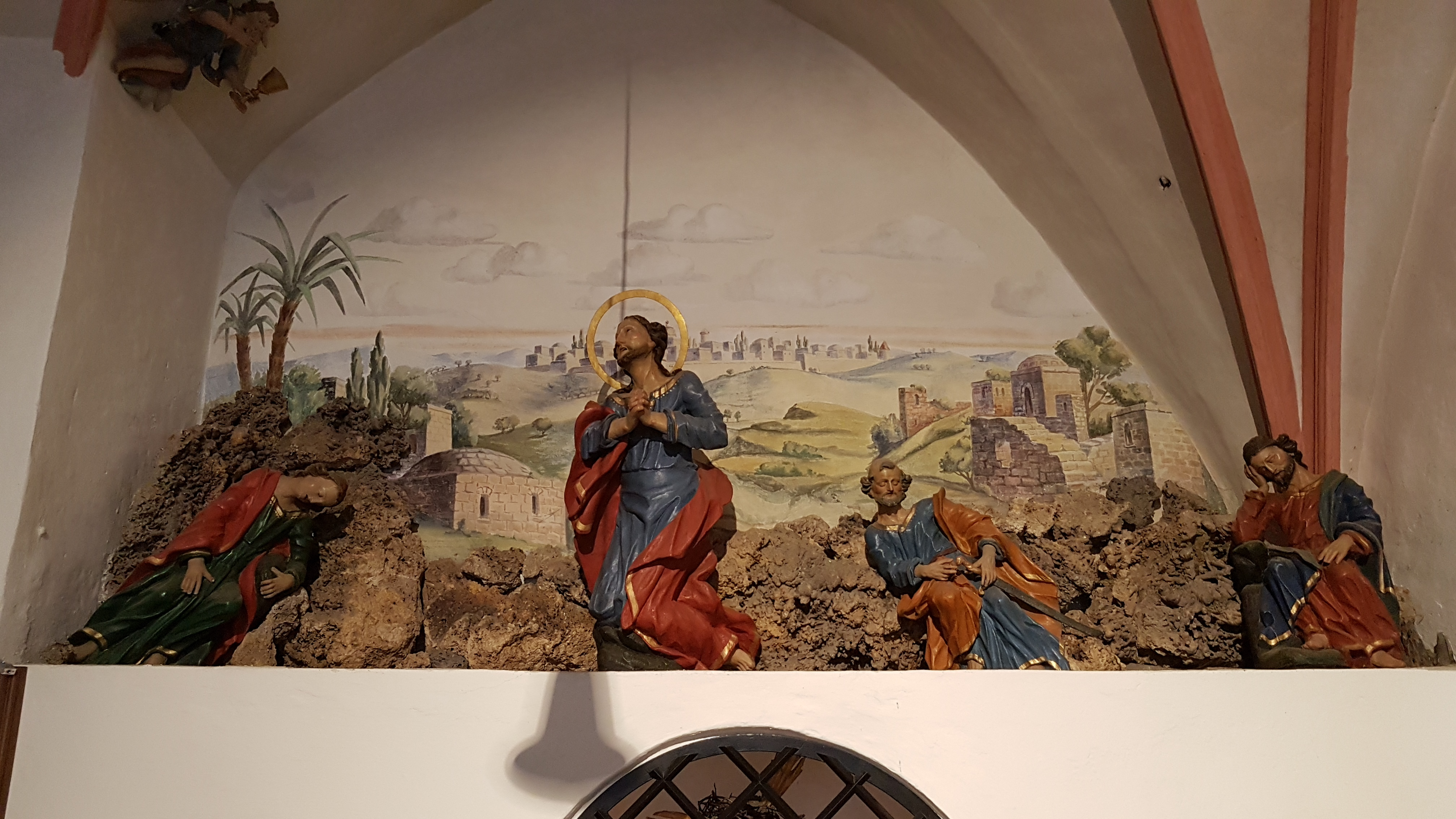
Ölberggruppe in der Vorhalle

Aus dem Mauerwerk an drei Seiten des Turmerdgeschosses wird auf einen Vorgängerbau des heutigen Turms aus dem 12./13. Jahrhundert geschlossen. Die damalige kleine, romanische oder frühgotische Kirche wurde ab 1493 unter Pfarrer Oswald Verig durch den Salzburger Hofbaumeister Peter Intzinger durch das heutige Bauwerk ersetzt.
Die Kirche ist ein einschiffiges Gebäude aus Tuffquadern auf hohem Sockel aus Nagelfluh zu vier Jochen mit dreiseitigem Chorschluss vom Anfang des 16. Jahrhunderts. Der Westturm ist bis zum Rundbogenfries am dritten Obergeschoss romanischen Ursprungs, die darüberliegenden Geschosse sind mit der Jahreszahl 1536 und einem Spitzhelm mit vier Eckspitzen, ähnlich der Stiftskirche in Laufen, versehen. Die Sakristei, die Portalvorhalle und die angrenzende Arme-Seelen-Kapelle wurden noch im 16. Jahrhundert erbaut. Das Bauwerk ist von mehrfach abgesetzten Strebepfeilern umgeben. Eine Restaurierung des Äußeren erfolgte 1986–1988, des Inneren 1991.
Das Innere wird durch ein Netzgewölbe mit gewundenen Reihungen und maßwerkartigen Nasenbildungen geprägt. Die Wände sind durch gekehlte Pfeiler und Dienste mit profilierten Kapitellen mit Schildbögen gegliedert. Die Architekturmalerei im Stil der Spätrenaissance aus dem Jahr 1627 wurde 1974 teilweise rekonstruiert, danach wurde auch die bei einer Renovierung im Jahr 1950 veränderte neugotische Ausstattung nach dem ursprünglichen Zustand restauriert. Eine Renovierung des Äußeren wurde in den Jahren 1986–1989 vorgenommen, dabei wurde der 1963 aufgetragene, mehrlagige Zementputz beseitigt.
In Architektur und Proportionen erweist sich das Bauwerk als ein charakteristisches Bauwerk aus der Spätblüte der Gotik in der Salzburger Region.

## Ausstattung

### Altäre
Die aufwändige neugotische Ausstattung aus den Jahren 1868–1874 besteht aus drei Flügelaltären und der Kanzel.
Der Hochaltar ist ein Werk aus den Jahren 1868–1870 und wurde durch den Bildhauer Matthäus Kern aus Eichham ausgeführt, die Tafelbilder von Josef Hitzinger aus Teisendorf, die Fassung von Franz Straußenberger aus Laufen. Im Schrein sind unter geschnitzten Baldachinen der Kirchenpatron Johannes der Täufer, flankiert von den Heiligen Paulus und Petrus dargestellt, in der Schreinumrahmung zehn kleine Apostelbüsten. Im hohen dreiteiligen Gesprenge ist Christus am Kreuz mit Maria und Johannes dargestellt, darüber Maria mit Barbara und Katharina, in den beiden Seitenfialen die Heiligen Benedikt und Leonhard, darüber Agnes und Magdalena.
Auf den Innenseiten der doppelten Flügel sind Reliefs auf Goldgrund mit Szenen aus dem Leben des Kirchenpatrons dargestellt. Nach Schließung der Außenflügel sind Szenen aus dem Leben Christi und des Johannes zu sehen. Zu beiden Seiten des Schreins sind Konsolen für ursprünglich vorgesehene Schreinwächter angebracht.
In der hohen Predella sind zu beiden Seiten des Tabernakels unter Baldachinen Figurengruppen mit der Geburt Christi und der Anbetung der Heiligen Drei Könige zu finden. Die äußeren Schwenkflügel zeigen Darstellungen der Kirchenväter. Die architektonisch reich gestaltete Verkleidung der Mensa zeigt in Nischen Figuren aus dem Alten Testament: Adam und Eva, Hohepriester Aaron, Daniel, Ezechiel, Jeremia, Jesaja, Mose und Ijob.
Der linke Seitenaltar aus den Jahren 1873–1875 wurde ebenfalls von Kern und Hitzinger geschaffen und zeigt im Schrein die Beweinung Christi, im Gesprenge die Mutter Anna. Die Innenseite der Flügel ist mit Szenen aus dem Alten Testament auf Goldgrund versehen: links oben die Vertreibung aus dem Paradies, unten Kain und Abels Opfer, rechts oben Isaaks Opfer und unten das Paschafest. Die Außenseite zeigt links Joseph mit dem grünenden Stab als Hinweis auf die Vermählung mit Maria und rechts Maria, geschmückt wie das himmlische Jerusalem (Jesaja 62,1-5; Offenbarung 21). In der Predella sind zu beiden Seiten des Tabernakels je ein Engel und Episoden zum jungen Propheten Samuel (Hanna übergibt Samuel an Eli und Samuel wird von Gott berufen) aus dem Alten Testament (1 Samuel 1–3) zu sehen.
Der rechte Seitenaltar wurde von den gleichen Künstlern 1874/1875 geschaffen. Dort sind die vierzehn Nothelfer zu sehen: im Schrein erhöht der heilige Sebastian, flankiert vom heiligen Hubertus links und dem heiligen Christophorus rechts. Auf den Innenseiten der Flügel sind links oben sitzend die Heiligen Barbara, Katharina und Margaretha, darunter stehend Georg, Dionysius und Achatius, rechts oben Pantaleon, Cyriacus und Vitus, unten Erasmus, Blasius und Aegidius dargestellt. Die Außenseiten der Flügel zeigen links den jungen Tobias mit Fisch und Erzengel Raphael, rechts St. Michael mit dem Drachen. In der Mitte des dreiteiligen Gesprenges ist der taufende heilige Franz Xaver dargestellt. In der Predella sind vier Engel auf Goldgrund gemalt.

### Kanzel, Orgel und Weiteres
Die Kanzel ist ein Werk von Matthäus Kern aus dem Jahr 1872 und zeigt im turmartig hohen Schalldeckel die Figur des Guten Hirten, am Kanzelkorb Reliefs in Steinfarbe mit den fünf Geheimnissen des Rosenkranzes und an der Rückwand, ebenfalls in Steinfarbe, Engel mit Gesetzestafeln auf Wolken.
Im Chorraum stehen Grabdenkmäler aus Adneter Marmor für Wolfgang Obinger, Chorherr in St. Zeno und 30 Jahre Pfarrer in Petting († 1594) sowie für Pfarrer Johann Piberger († 1617).
Das feinsinnige und anspruchsvolle ikonographische Konzept der neugotischen Ausstattung, das Themen aus dem Alten und dem Neuen Testament gegenüberstellt, wird auf den damaligen Pfarrer Lorenz Koch (1858–1871) zurückgeführt.
An der Nordwand ist eine geschnitzte Muttergottes aus dem 18. Jahrhundert aufgestellt, außerdem  lebensgroße, in Gold gefasste Figuren der Salzburger Bistumspatrone Rupertus und Virgil, die von Simon Högner aus Tittmoning für den ehemaligen Hochaltar um 1693/1694 geschaffen wurden.
Im Westen ist eine Doppelempore auf je zwei Säulen eingebaut, deren beide Brüstungen mit drei neugotischen Maßwerkfüllungen aus Holz in Steinfarbe verziert sind. Die Orgel in einem neugotischen Prospekt ist ein Werk der Firma Ludwig Eisenbarth aus Passau aus dem Jahr 1982 mit 15 Registern auf zwei Manualen und Pedal.

## Anbauten
Die Sakristei aus der Bauzeit der Kirche wird durch ein mehrfach gekehltes Steinportal mit waagerechtem Sturz und ein Türblatt aus Eichenholz mit einem lilienförmig endendem Beschlag aus der ersten Hälfte des 16. Jahrhunderts erschlossen. Bei dem Stichkappengewölbe des quadratischen Raumes wurden die Gewölberippen vermutlich im frühen 18. Jahrhundert entfernt. An der Westseite des Raumes ist eine mehrteilige, im oberen Teil nach rückwärts einspringende Schrankwand aus dem frühen 18. Jahrhundert mit einer Imitationsmalerei von Intarsien eingebaut, die 1991 freigelegt und restauriert wurde.
In der Vorhalle ist ein zweifach gekehltes Kirchenportal mit sich überschneidenden Stäben erhalten, das zusätzlich von sich überschneidenden Stäben gerahmt wird. Eine darüberliegende architektonische Gliederung wurde beim Bau der nicht mittig liegenden Portalvorhalle im frühen 16. Jahrhundert überdeckt oder beseitigt. Auf Wandkonsolen ruht ein Rippengewölbe mit einer maßwerkartigen Vierpassfigur in einem Achteck aus der Bauzeit. Links vom Portal befindet sich ein Weihwasserbecken mit Maßwerkrelief an zwei Seiten, das unten abgearbeitet ist und ursprünglich vermutlich in einem anderen Zusammenhang verwendet wurde. An der Ostseite wurde in der Barockzeit eine gefasste Ölberggruppe aus Holz aus dem 18. Jahrhundert eingebaut und mit einem gemalten Hintergrund aus dem 20. Jahrhundert versehen. In einer darunterliegenden, vergitterten Nische ist ein sitzender Kerkerheiland nach der Geißelung aus der Mitte des 18. Jahrhunderts zu sehen.
An der Westseite ist die ehemalige Arme-Seelen-Kapelle (heute Taufkapelle) mit zwei Jochen angebaut, die von einem konsolengetragenen Netzgewölbe überspannt wird. In diesem Gewölbe sind wie in der Kirche florale Malereien aus der Zeit um 1620 erhalten. An der Westwand ist ein Kruzifix vom Anfang des 18. Jahrhunderts angebracht. Die Kapelle wird von einem spitzbogigen, mehrfach gekehlten Außenportal auf einem Sockel mit Steinmetzzeichen erschlossen, das vermutlich um 1520/1530 geschaffen wurde. In der Kapelle sind mehrere Grabdenkmäler von Priestern und Beamten des 17. und 18. Jahrhunderts aufgestellt.